# Меттман
Меттман (нім. Mettmann) — місто в Німеччині, знаходиться в землі Північний Рейн-Вестфалія. Підпорядковується адміністративному округу Дюссельдорф. Входить до складу району Меттман.
Площа — 42,52 км2. Населення становить 38 749 ос. (станом на 31 грудня 2020).